# Быкадоров, Владимир Фёдорович
Влади́мир Фёдорович Быкадо́ров (21 апреля 1949, Верхний Митякин, Тарасовский район, Ростовская область, СССР — 27 октября 2009, Новочеркасск, Ростовская область, Россия) — советский и российский учёный, доктор технических наук, профессор, действительный член Международной энергетической академии.
Автор свыше 170 научных и методических работ, включая монографии, а также ряда авторских свидетельств и патентов на изобретения.

## Биография
Родился 21 апреля 1949 года на хуторе Верхний Митякин Тарасовского района Ростовской области.
По окончании Красновской средней школы, в 1966 году поступил на энергетический факультет Новочеркасского политехнического института, который окончил с отличием в 1971. Обучался в очной аспирантуре НПИ, защитил кандидатскую (1978, «Исследование и разработка устройств для испытания и обработки повреждений кабельных линий в электрических сетях энергосистем») и докторскую (1999, «Совершенствование методов и средств диагностирования повреждений силовых кабельных линий и комплектных токопроводов») диссертации. Затем занимался научной и педагогической деятельностью на кафедре «Электрические станции» родного вуза, заведующий этой кафедры в 1999—2009 годах. С 2004 года — декан Энергетического факультета.
Под научным руководством В. Ф. Быкадорова успешно защищены 6 кандидатских диссертаций, подготовлена к защите одна докторская. Он являлся членом ученого совета ЮРГТУ(НПИ), был научным руководителем и возглавлял студенческое конструкторское бюро вуза.
Почетный работник высшего профессионального образования Российской Федерации, Заслуженный работник высшей школы РФ, Почетный энергетик России, заслуженный профессор ЮРГТУ(НПИ), награждён девятью медалями ВДНХ СССР и ВВЦ России.
Умер 27 октября 2009 года в Новочеркасске. Был похоронен на родине в хуторе Верхний Митякин.